# Hans Zdražila
Hans Zdražila (Ostrava, 3 ottobre 1941) è un ex sollevatore cecoslovacco, campione olimpico, che ha gareggiato nelle categorie dei pesi medi (fino a 75 kg.) e dei pesi massimi leggeri (fino a 82,5 kg.). Ha partecipato a due edizioni dei Giochi Olimpici.

## Carriera
Hans Zdražila ha iniziato a sollevare pesi all'età di 16 anni. Nel 1963 ha cominciato ad affermarsi a livello internazionale conquistando la medaglia di bronzo nei pesi medi ai campionati mondiali ed europei di Stoccolma con 422,5 kg. nel totale su tre prove, giungendo alle spalle del sovietico Aleksandr Kurynov e dell'ungherese Mihály Huszka.
L'anno successivo ha ottenuto la medaglia d'argento ai campionati europei di Mosca con 425 kg. nel totale, battuto dall'altro sovietico Viktor Kurencov con uno scarto di 20 kg. Qualche mese dopo ha partecipato alle Olimpiadi di Tokyo 1964 dove è riuscito a sorprendere gli avversari, vincendo la medaglia d'oro con 445 kg. nel totale, battendo il favorito Kurencov (440 kg.) ed il giapponese Masashi Ōuchi (437,5 kg.). In quell'anno la competizione olimpica era valida anche come campionato mondiale.
Nel 1965 Zdražila è passato nella categoria superiore dei pesi massimi leggeri e ha vinto la medaglia d'argento ai campionati europei di Sofia con 460 kg. nel totale.
Un anno dopo ha vinto la medaglia di bronzo ai campionati mondiali ed europei di Berlino Est con 465 kg. nel totale, dietro al sovietico Vladimir Beljaev ed all'ungherese Győző Veres.
Nel 1968 ha partecipato alle Olimpiadi di Città del Messico, valide anche come campionato mondiale, terminando al 6º posto con 462,5 kg. nel totale.